# Olchowiec (gmina)
Olchowiec (od 1973 Wierzbica) – dawna gmina wiejska istniejąca w latach 1867–1954 na Lubelszczyźnie. Siedzibą gminy był Olchowiec, a następnie Wierzbica.
Gmina Olchowiec powstała w 1867 roku w Królestwie Kongresowym a po jego podziale na powiaty i gminy z początkiem 1867 roku weszła w skład w powiatu chełmskiego w guberni lubelskiej (w latach 1912–1915 jako część guberni chełmskiej).
W 1919 roku gmina weszła w skład woj. lubelskiego. W 1924 roku w skład gminy wchodziły: Aleksandrówka kol.; Bachus (Wanda) wieś; Bekiesza kol.; Bussówno wieś, folwark; Buza kol.; Chylin wieś, folwark; Hatyska kol.; Helenów I kol.; Helenów II kol.; Kozia Góra wieś, folwark; Leonówka wieś; Magdzinek kol.; Marcinowa Niwa kol.; Olchowiec wieś, kol., folwark; Pniówno wieś, folwark; Syczyn wieś; Syczyn-Werejce kol.; Święcica wieś, folwark; Tarnów wieś, kol.; Tarnów (Karczunek) kol.; Terenin kol., folwark; Wierzbica wieś; Władysławów wieś; Wólka Tarnowska wieś; Wygoda kol., folwark. Do 1933 roku ustrój gminy Olchowiec kształtowało zmodyfikowane prawo zaborcze. Podczas okupacji gmina należała do dystryktu lubelskiego (w Generalnym Gubernatorstwie). 
Według stanu z dnia 1 lipca 1952 roku gmina Olchowiec składała się z 25 gromad. Jednostka została zniesiona 29 września 1954 roku wraz z reformą wprowadzającą gromady w miejsce gmin. Po reaktywowaniu gmin z dniem 1 stycznia 1973 roku gminy Olchowiec nie przywrócono, utworzono jednak jej odpowiednik, gminę Wierzbica.